# Толкачёва, Алиса Евгеньевна
Алиса Евгеньевна Толкачёва (род. 29 июля 1967, Тула) —  российский политический деятель, мэр Тулы с 31 марта 2010 года по 2 марта 2011. Первая женщина-градоначальник в истории города.

## Биография
Родилась в Туле в семье военнослужащих. В 1984 году, после окончания средней школы № 3 поступила на химико-биологический факультет Тульского педагогического института, окончив который, работала учителем химии и биологии в одной из тульских школ. В 1993 году начала карьеру в системе ЖКХ. В 1998 году окончила Тульский филиал юридического института МВД, а в 2005 году — Государственную академию Государственной службы при президенте РФ по специальности «Государственное муниципальное управление». С 2002 по 2004 год была депутатом Тульской областной Думы III созыва от фракции ЛДПР, в которой в 2007 году выступила также в качестве координатора. 31 марта 2010 года на заседании Тульской городской Думы IV созыва большинством депутатских голосов Алиса Толкачёва, выдвинутая партией «Единая Россия», была избрана главой города Тула.
13 ноября 2010 года Алиса Толкачёва была исключена из депутатской фракции партии «Единая Россия» в Тульской городской думе за игнорирование её решений и дискредитацию. Подавший в тот же день в отставку глава администрации Тулы Михаил Иванцов призвал Толкачёву последовать его примеру и добровольно снять с себя полномочия мэра Тулы.
21 февраля 2011 года на внеочередное заседание городской Думы депутаты предложили Алисе Толкачёвой уйти в отставку. Причинами названы неисполнение вопросов местного самоуправления и неподписание решений городской думы. 25 февраля губернатор Тульской области Вячеслав Дудка поддержал инициативу депутатов об отставке мэра Тулы.
2 марта в ходе заседания тульской городской думы 29 из 31 депутата проголосовали за отставку Алисы Толкачевой с поста мэра города Тулы.
В 2016 году против Толкачёвой было заведено шесть уголовных дел — в том числе по статье «О мошенничестве в особо крупном размере», а также превышении должностных полномочий. По версии следствия, управляющая компания РЭМС, учредительницей которой является Алиса Толкачева, не оплатила предоставленную электроэнергию на сумму более 22 млн рублей. Сама фигурантка скрылась в Азербайджане. В 2017 году объявлена в международный розыск. В 2019 году была задержана на Кипре полицией в рамках операции Интерпола.